# Máchův dub
Máchův dub je památný strom dub letní sloupovitý (Quercus robur 'Fastigiata' ) v Kadani v okrese Chomutov v Ústeckém kraji.
Roste v Mostecké pánvi v nadmořské výšce 300 m na malém ostrůvku ulice Máchova při jižním okraji intravilánu města Kadaň, asi 200 metrů od pravého břehu Ohře.

## Základní údaje
Obvod kmene měří 211 cm, koruna stromu dosahuje do výšky 14,4 metrů (měření 2012). V roce 2012 bylo stáří stromu odhadováno na 100 let.
Dub je chráněn od roku 2005 jako esteticky zajímavý strom.

## Stromy v okolí
- Lípy u kaple svatého Jana Křtitele
- Kadaňská douglaska
- Dub svatého Petra a Pavla
- Nádražní lípa
- Svatojakubská hrušeň
- Svatojánská lípa v Kadani